# Jandun
Jandun és un municipi francès situat al departament de les Ardenes i a la regió del Gran Est. L'any 2007 tenia 265 habitants.

## Demografia

### Població
El 2007 la població de fet de Jandun era de 265 persones. Hi havia 100 famílies de les quals 15 eren unipersonals (11 homes vivint sols i 4 dones vivint soles), 37 parelles sense fills, 41 parelles amb fills i 7 famílies monoparentals amb fills.
La població ha evolucionat segons el següent gràfic:
Habitants censats

### Habitatges
El 2007 hi havia 113 habitatges, 101 eren l'habitatge principal de la família i 13 eren segones residències. 109 eren cases i 4 eren apartaments. Dels 101 habitatges principals, 82 estaven ocupats pels seus propietaris, 17 estaven llogats i ocupats pels llogaters i 2 estaven cedits a títol gratuït; 3 tenien dues cambres, 5 en tenien tres, 24 en tenien quatre i 69 en tenien cinc o més. 74 habitatges disposaven pel capbaix d'una plaça de pàrquing. A 38 habitatges hi havia un automòbil i a 62 n'hi havia dos o més.

### Piràmide de població
La piràmide de població per edats i sexe el 2009 era:
| Homes | Edats   | Dones |
| ----- | ------- | ----- |
| 0     | 95 o +  | 0     |
| 0     | 90 a 94 | 0     |
| 0     | 85 a 89 | 0     |
| 0     | 80 a 84 | 0     |
| 0     | 75 a 79 | 0     |
| 4     | 70 a 74 | 4     |
| 8     | 65 a 69 | 4     |
| 16    | 60 a 64 | 8     |
| 0     | 55 a 59 | 8     |
| 4     | 50 a 54 | 0     |
| 12    | 45 a 49 | 0     |
| 4     | 40 a 44 | 12    |
| 20    | 35 a 39 | 4     |
| 8     | 30 a 34 | 12    |
| 8     | 25 a 29 | 12    |
| 0     | 20 a 24 | 8     |
| 12    | 15 a 19 | 8     |
| 8     | 10 a 14 | 0     |
| 12    | 5 a 9   | 8     |
| 12    | 0 a 4   | 8     |

## Economia
El 2007 la població en edat de treballar era de 172 persones, 142 eren actives i 30 eren inactives. De les 142 persones actives 135 estaven ocupades (72 homes i 63 dones) i 7 estaven aturades (5 homes i 2 dones). De les 30 persones inactives 8 estaven jubilades, 11 estaven estudiant i 11 estaven classificades com a «altres inactius».

### Ingressos
El 2009 a Jandun hi havia 106 unitats fiscals que integraven 278,5 persones, la mediana anual d'ingressos fiscals per persona era de 19.734 €.

### Activitats econòmiques
Dels 11 establiments que hi havia el 2007, 1 era d'una empresa alimentària, 4 d'empreses de construcció, 3 d'empreses de comerç i reparació d'automòbils, 1 d'una empresa d'hostatgeria i restauració i 2 d'empreses de serveis.
Dels 5 establiments de servei als particulars que hi havia el 2009, 1 era un taller de reparació d'automòbils i de material agrícola, 2 paletes i 2 lampisteries.
L'any 2000 a Jandun hi havia 12 explotacions agrícoles que ocupaven un total de 600 hectàrees.

## Equipaments sanitaris i escolars
El 2009 hi havia una escola elemental integrada dins d'un grup escolar amb les comunes properes formant una escola dispersa.

## Poblacions més properes
El següent diagrama mostra les poblacions més properes.